# Hubert Bittlmayer
Hubert Bittlmayer (* 1964 in Ensfeld im Landkreis Eichstätt) ist ein deutscher Ministerialbeamter. Er ist seit 2015 Amtschef im Bayerischen Staatsministerium für Ernährung, Landwirtschaft und Forsten.

## Leben

### Ausbildung
Bittlmayer, geboren auf einem landwirtschaftlichen Betrieb, machte im Jahr 1983 das Abitur am Willibald-Gymnasium in Eichstätt. Danach studierte er Agrarwissenschaften und legte 1990 die Diplomhauptprüfung an der Technischen Universität München-Weihenstephan ab. Anschließend absolvierte er von 1991 bis 1993 den Vorbereitungsdienst für den höheren land- und hauswirtschaftlichen Beratungs- und Fachschuldienst des Freistaates Bayern und legte im Jahr 1993 die Staatsprüfung für den höheren landwirtschaftlichen Dienst einschließlich des höheren landwirtschaftlichen Lehramtes in Bayern ab.

### Laufbahn
Hubert Bittlmayer fing nach dem Studium und Vorbereitungsdienst 1993 beim Tierzuchtamt bzw. Amt für Landwirtschaft und Ernährung Ansbach an. Er wechselte 1995 als Referent in das Bayerische Staatsministerium für Ernährung, Landwirtschaft und Forsten. Dort arbeitete er als Referent insbesondere in den Referaten für „Reden“, für den „Ländlichen Raum“ und für die „Einzelbetriebliche Förderung“ sowie in der Abteilung „Ländlicher Raum, Betriebswirtschaft und Förderung“.
Im Jahr 2001 stieg er als Leiter des Referats „Angelegenheiten des StMLF“ in der Abteilung „Richtlinien der Politik“ in der Bayerischen Staatskanzlei auf. Ab 2007 wurde er zudem persönlicher Referent des Bayerischen Ministerpräsidenten Günther Beckstein (CSU) und später des Ministerpräsidenten Horst Seehofer (CSU) und ab 2010 Leiter des Büros von Seehofer.
Zum 1. April 2015 wurde Bittlmayer unter Staatsminister Helmut Brunner (CSU) zum Ministerialdirektor und Amtschef im Bayerischen Staatsministerium für Ernährung, Landwirtschaft und Forsten ernannt.